# Páno Léfkara
Páno Léfkara (grec moderne : Πάνω Λεύκαρα) est une municipalité de Chypre de plus de 737 habitants[Quand ?]. Le village est mondialement renommé pour sa tradition de confection de dentelle, une activité inscrite depuis 2009 au Patrimoine culturel immatériel de l'humanité par l'Unesco.  

## Géographie
Le village de Páno Léfkara est situé sur les versants sud du massif du Troodos, dans le district de Larnaca à Chypre, un peu à l'écart, à l'ouest, de l'autoroute reliant Nicosie à Limassol. Le village est divisé en deux bourgs : le haut, Páno Léfkara, et le bas de Lefkara, Káto Léfkara (grec : Πάνω & Κάτω Λεύκαρα), et a une population globale de 1 100 habitants environ.

## Administration

### Jumelages
Léfkara est jumelée avec 27 autres communes d'Europe, une par pays de l'Union européenne, dans le cadre de la Charte des Communes Rurales d'Europe, :
- Hepstedt (Allemagne)
- Lassee (Autriche)
- Bièvre (Belgique)
- Slivo pole (Bulgarie)
- Tisno (Croatie)
- Næstved (Danemark)
- Bienvenida (Espagne)
- Põlva (Estonie)
- Kannus (Finlande)
- Cissé (France)
- Kolindros (Grèce)
- Nagycenk (Hongrie)
- Cashel (Irlande)
- Bucine (Italie)
- Kandava (Lettonie)
- Žagarė (Lituanie)
- Troisvierges (Luxembourg)
- Nadur (Malte)
- Esch (Pays-Bas)
- Strzyżów (Pologne)
- Samuel (Portugal)
- Starý Poddvorov (Tchéquie)
- Ibănești (Roumanie)
- Desborough (Royaume-Uni)
- Medzev (Slovaquie)
- Moravče (Slovénie)
- Ockelbo (Suède)

La ville est également jumelée avec la commune française de Lusignan qui est liée à la Maison de Lusignan, l'ancienne maison souveraine du royaume de Chypre.

## Économie
L'économie de la municipalité repose principalement sur le tourisme, porté par la renommé de la confection ancestrale de la dentelle. Le village obtient, en 2021, le label Meilleurs villages touristiques de l'Organisation mondiale du tourisme.

## Culture

### Dentelle de Lefkara
Le village est connu pour ses réalisations en broderie et dentelles au crochet, et pour ses orfèvres qualifiés. Les dentelles de Léfkara déploient des motifs géométriques et utilisent quatre techniques de base : le point d’ourlet, le coupé, le remplissage au point de satin, le liseré au point d’aiguille. Elles ont été inscrites en 2009 sur la liste représentative du patrimoine culturel immatériel de l’humanité.
Un musée est situé dans une maison traditionnelle, restaurée, et expose les meubles et les effets d'une famille riche, des costumes locaux et des exemples de broderies, ou Lefkaritika.
Selon une tradition locale établie seulement depuis le XIXe siècle et non confirmée par les historiens universitaires, Léonard de Vinci aurait visité le village en 1481 et y aurait acheté une pièce de dentelle pour l'autel principal du Duomo di Milano.

## Personnalités liées à la communauté
- Vassos Lyssaridis (1920-2021), homme politique chypriote.